# ラム・トラックス

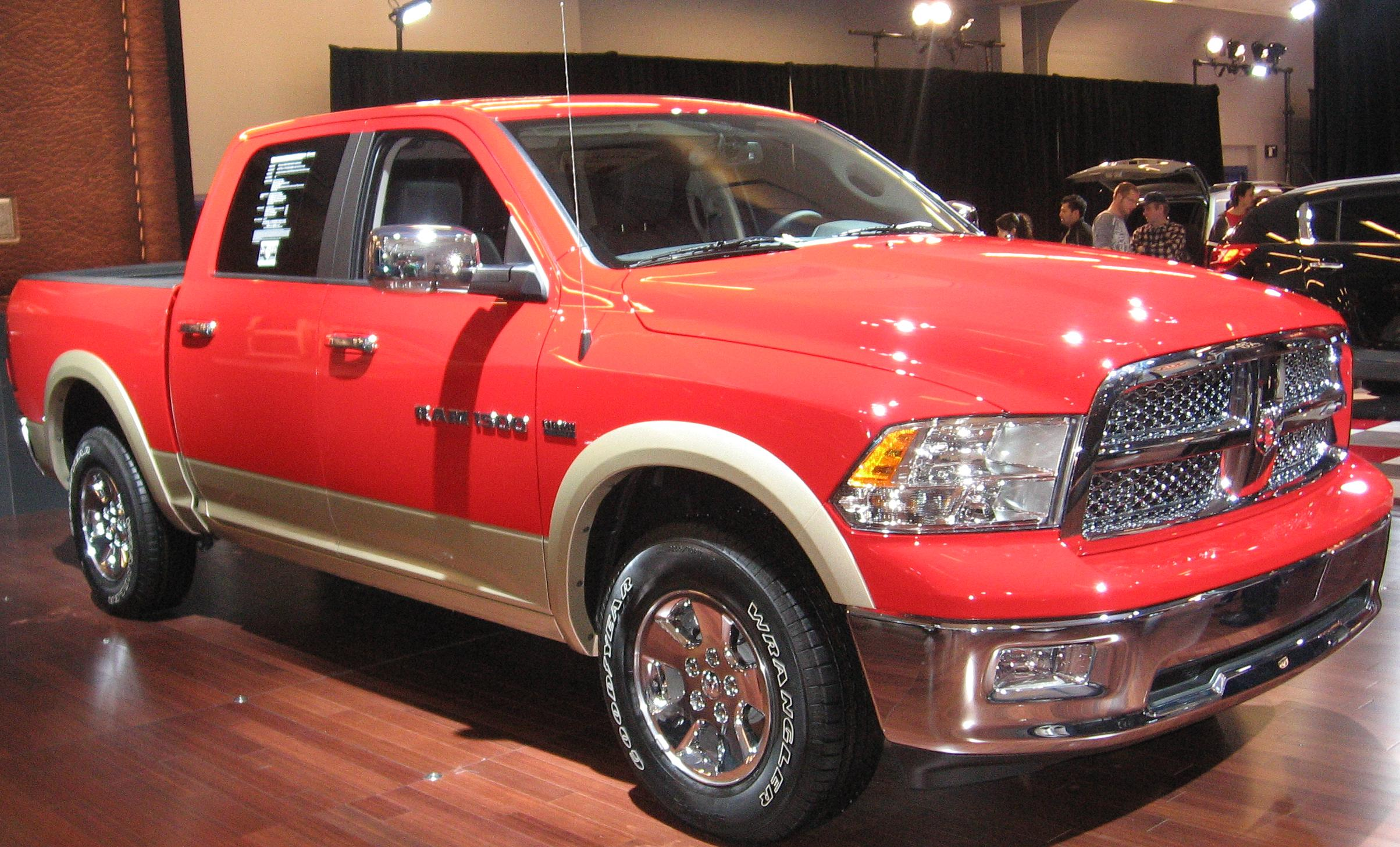
ラム1500ダブルキャブ

ラム・トラックス (Ram Trucks) はアメリカ合衆国の自動車メーカー、ステランティス N.V. の商用車部門である。

## 概要
ダッジの看板車種であるピックアップトラック「ラム」が独立して単独ブランドとなる形で、2009年に発足した。クライスラーによれば、ラムブランドはイメージやファッションで購入するカジュアルユーザーよりもむしろ本来のトラックの顧客に注力する方針であるとしている。2010年モデルイヤーからダッジは乗用車専門のラインナップとなり、クライスラーが製造するライトトラック及びヘビーデューティートラックはラムブランドの下で販売されることになった。また、2008年に販売が終了したダイムラー傘下時代のスプリンターの穴を埋めるべく、商用バンのフィアット・デュカトをラム・プロマスターとして販売する計画も立てられた。トラックの販売目標は初年度の28万台から2014年に41万5千台まで拡大するとされた。
ラム・ディヴィジョン前CEOのフレッド・ディアス (Fred Diaz) は、ラムブランドでセミトレーラートラック（通称Semi,セムアイ）の分野に参入する目論見や、フィアットが保有するイヴェコと既存のダッジのディーラー網がその助けになり得ることを語っている。
2012年11月28日、ラム・トラックスは商用トラック部門「ラム・コマーシャル」の発足を発表した。全モデルにトレーズマン (Tradesman) というグレードが設定され、ラム・コマーシャルは商用ユーザー専門のディーラー網「ラム・ビジネスリンク」と一体となって販売やサービスの提供を行う。
2013年4月、ディアスはラムを去り、米国日産のセールス&マーケティング担当VPとなった。後任としてリード・ビッグランド (Reid Bigland) がラムのCEOに就任した。
ラムブランドのロゴは以前はダッジで使用されていたラムの頭を模したロゴを引き継いでいる。

## 車種一覧
- ラム（1500、2500、3500、4500、5500、ヘビーデューティー、シャーシキャブ）（1981年-現在）
- ラム1500（ST、トレーズマン、エクスプレス、SLT、アウトドアズマン、スポーツR/T、ローンスター、ビッグホーン、スポーツ、ララミー、ララミーロングホーン、ララミーリミテッド）
- ラム・カーゴバン（ベース 2011年-2012年、トレーズマン 2013年-現在、モデル 2011年-現在）
- ラム・プロマスター（バン1500、バン2500、バン3500、シャーシキャブ）（2013年-現在）
- ラム・プロマスターシティ（2015年-現在）

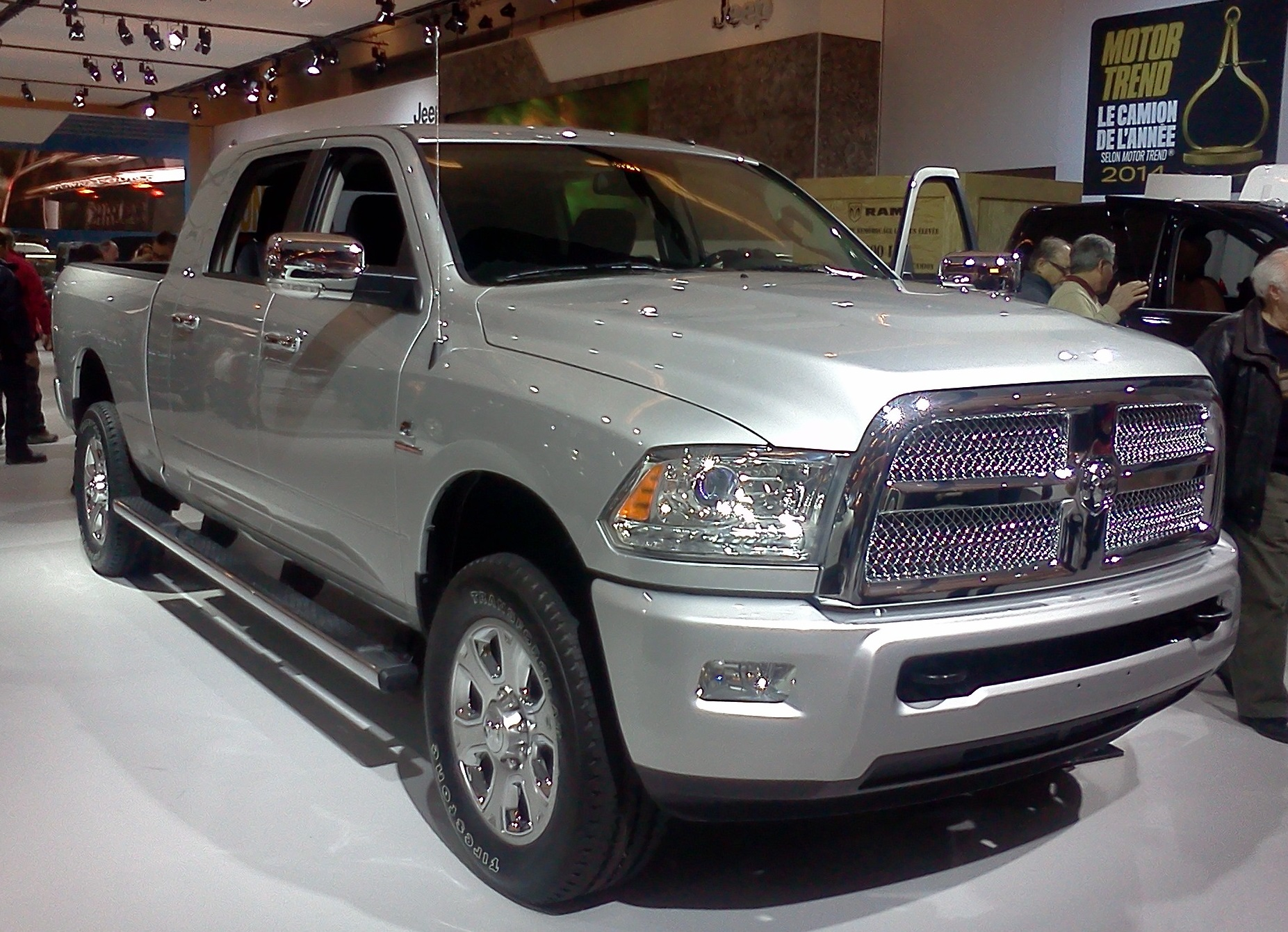
ラム・ヘビーデューティー・クルーキャブ
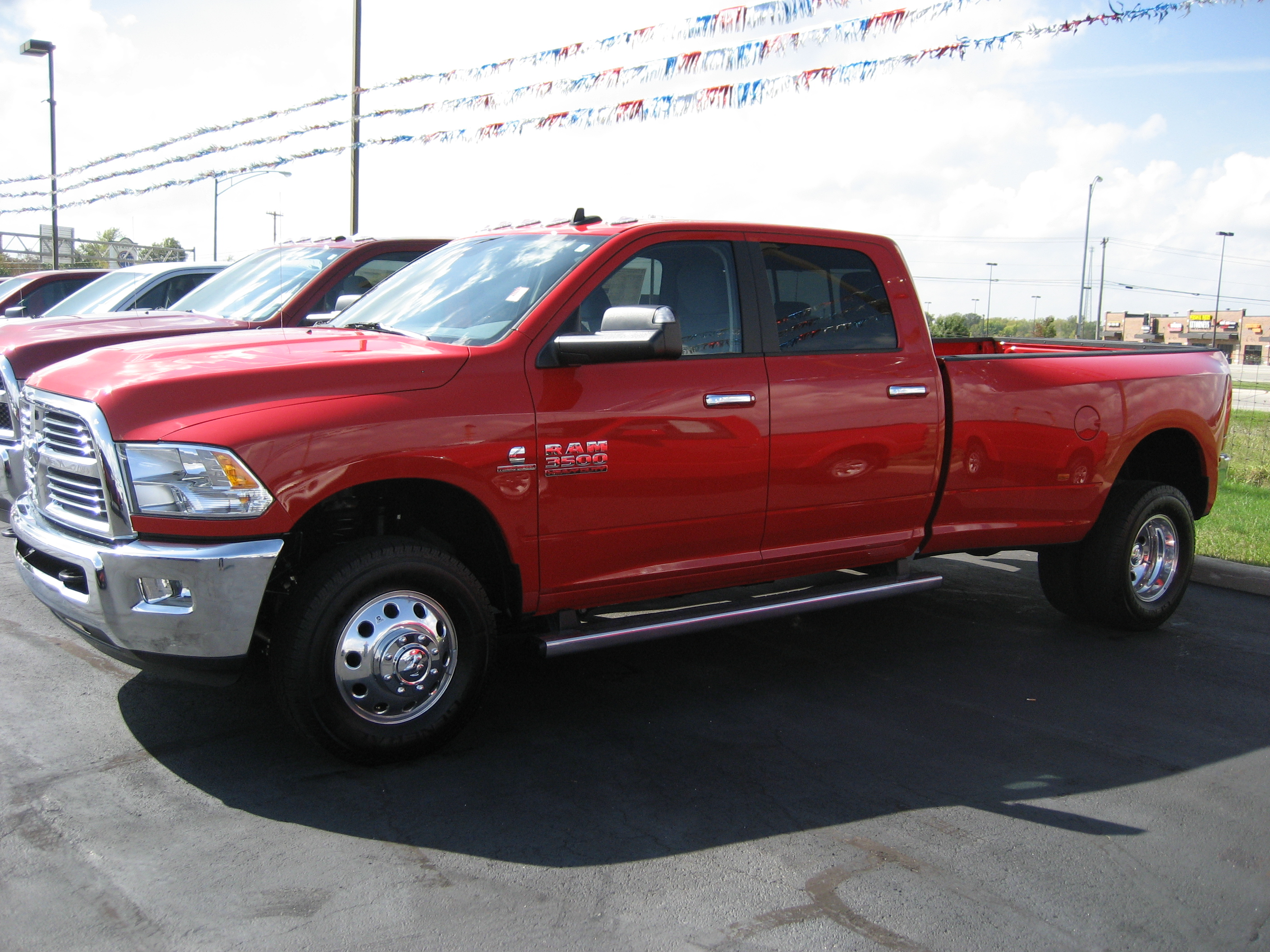
ラム3500
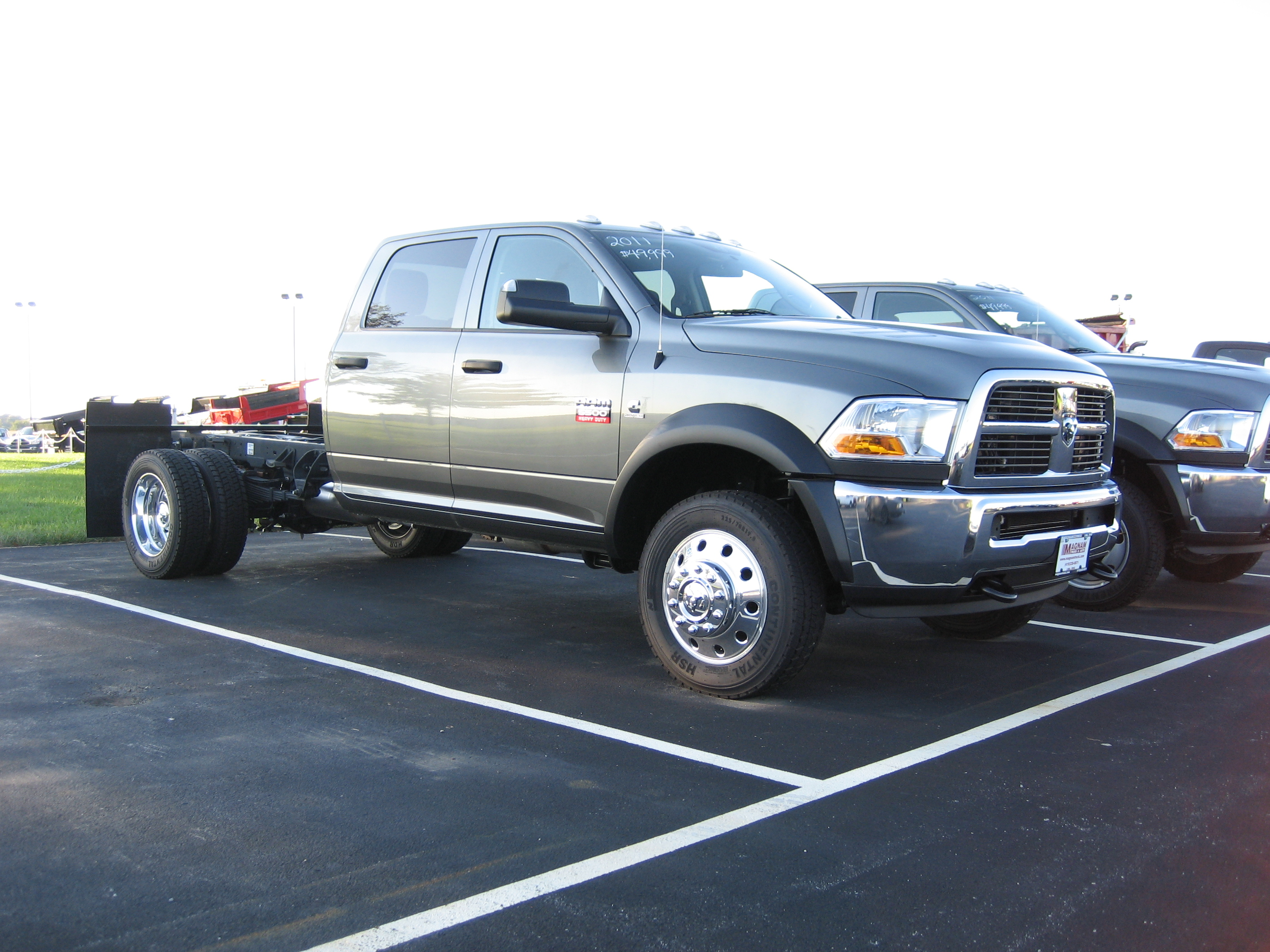
ラム5500
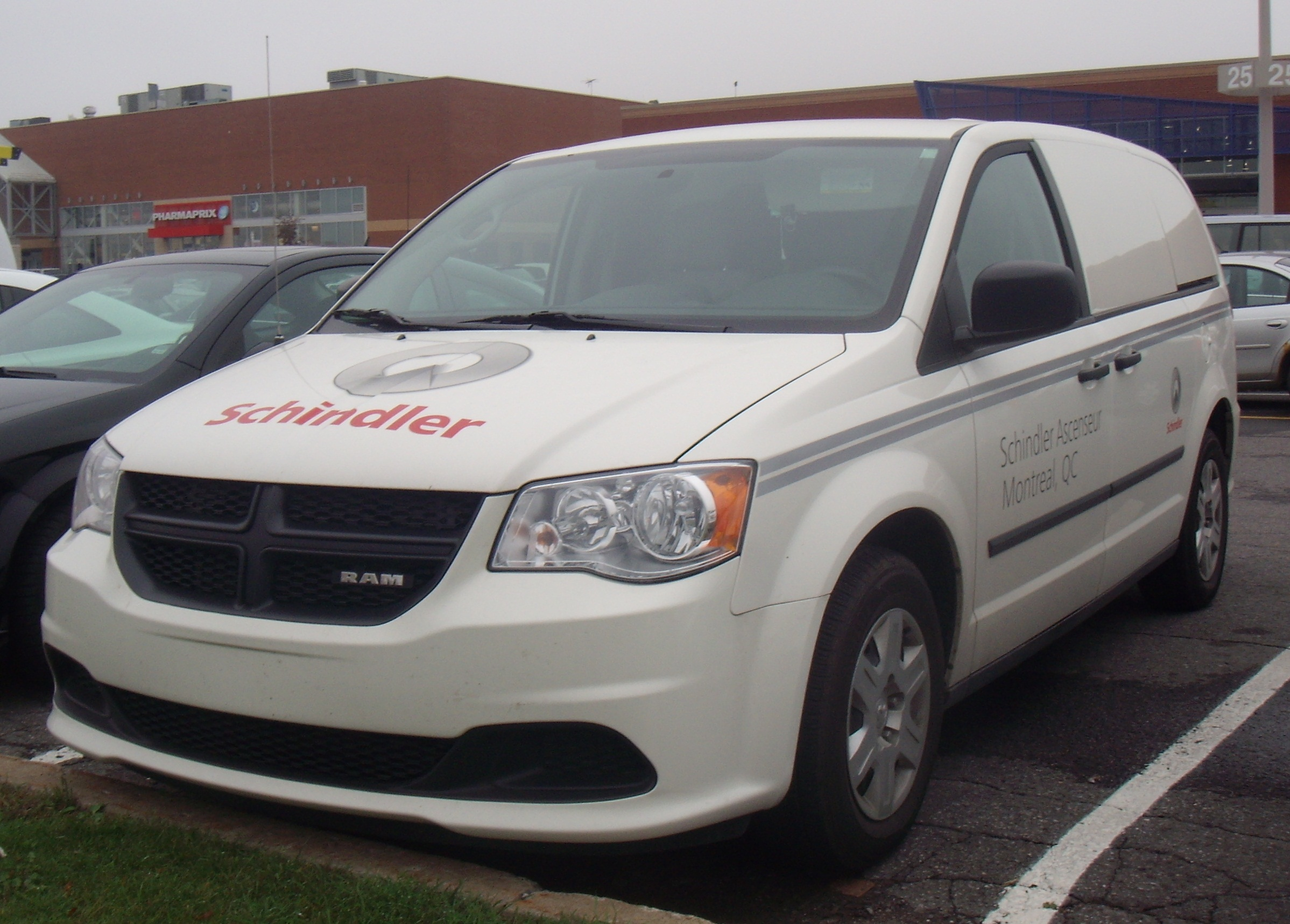
ラム・カーゴバン
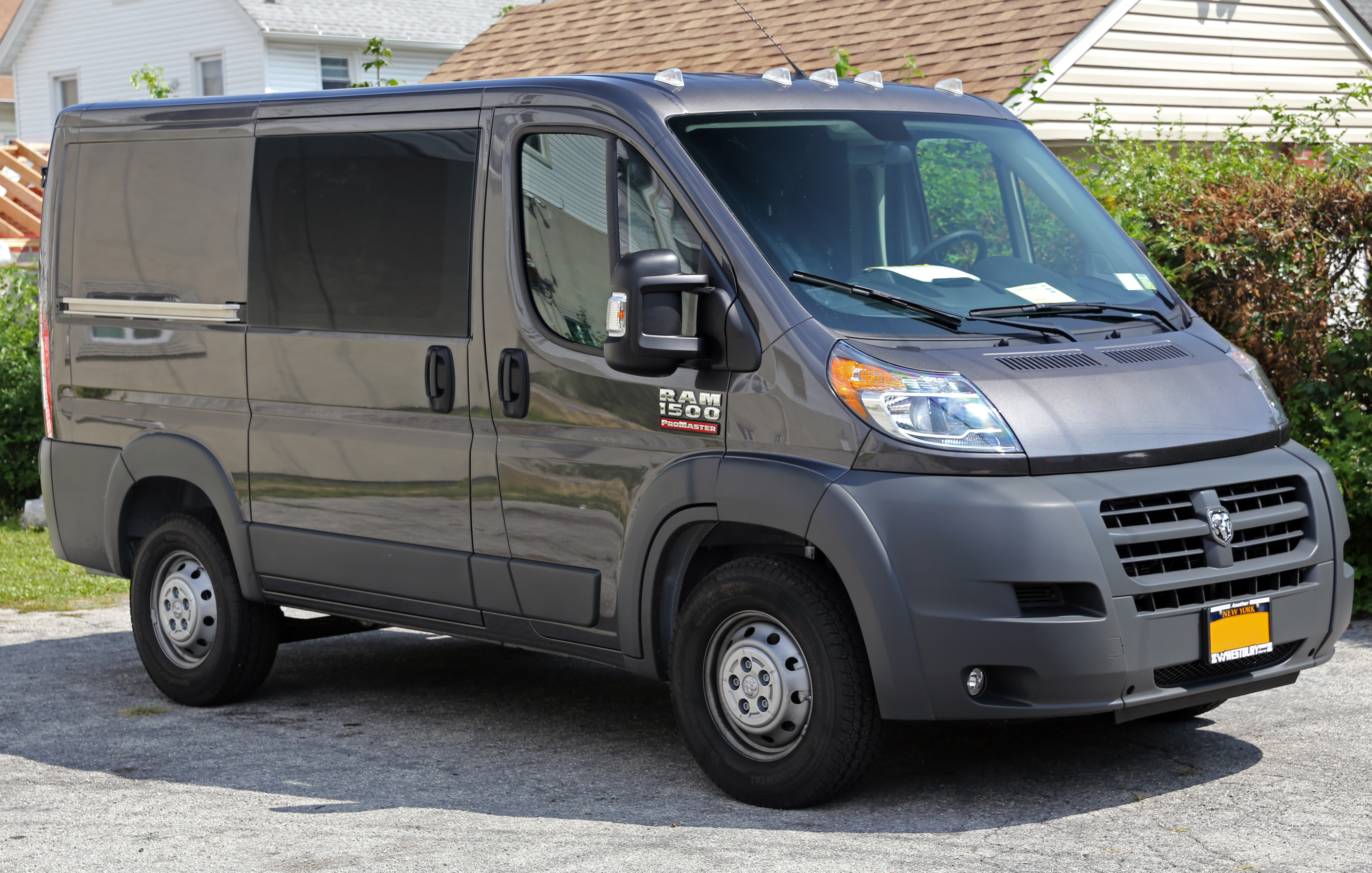
ラム・プロマスター1500
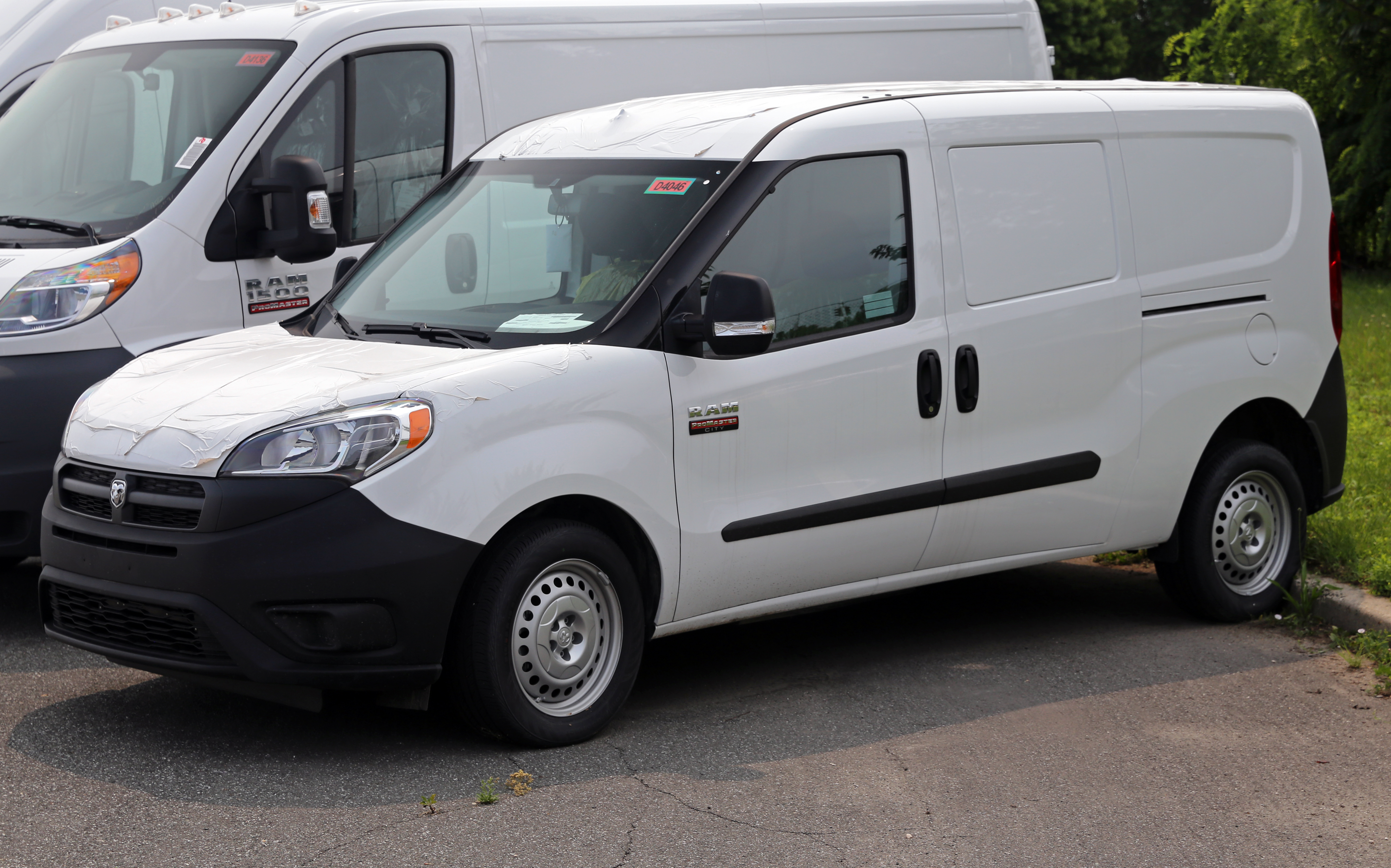
ラム・プロマスターシティ

## 製造拠点
- ウォーレン・トラック組立工場（アメリカ合衆国 ミシガン州 ウォーレン）

ラム・1500を製造。かつてはダッジ・ダコタも製造していた。この工場は1938年に開業し、70年以上にわたりダッジおよびラムのトラックを製造している。
- サルティーヨ・トラック組立工場（メキシコ コアウイラ州 サルティーヨ）

ラム・1500、2500、3500、4500、5500、DXシャーシキャブ、ラム・プロマスターを製造
- ウインザー組立工場（カナダ オンタリオ州 ウインザー）

ラム・カーゴバンを製造